# مانويل غونزاليس برادا
مانويل غونزاليس برادا هو صحفي وكاتب وفيلسوف وشاعر وسياسي بيروفي، ولد في 5 يناير 1844 في ليما في بيرو، وتوفي بنفس المكان في 22 يوليو 1918. نشط حزبياً في الاتحاد الوطني.

## وصلات خارجية
- مانويل غونزاليس برادا على موقع ميوزك برينز (الإنجليزية)